# Marcin Rożek

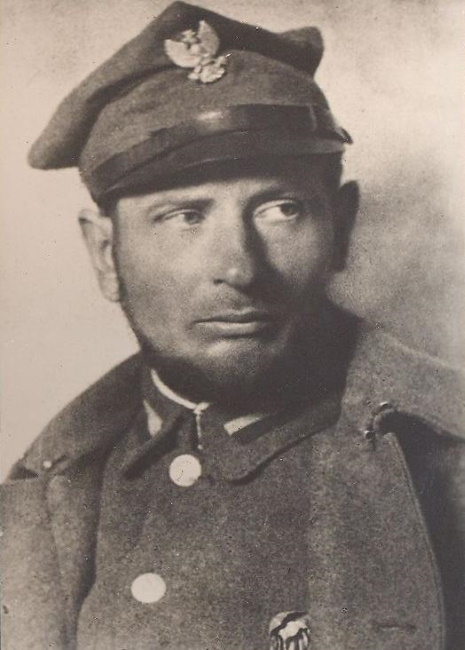
Marcin Rożek in Uniform eines großpolnischen Aufständischen

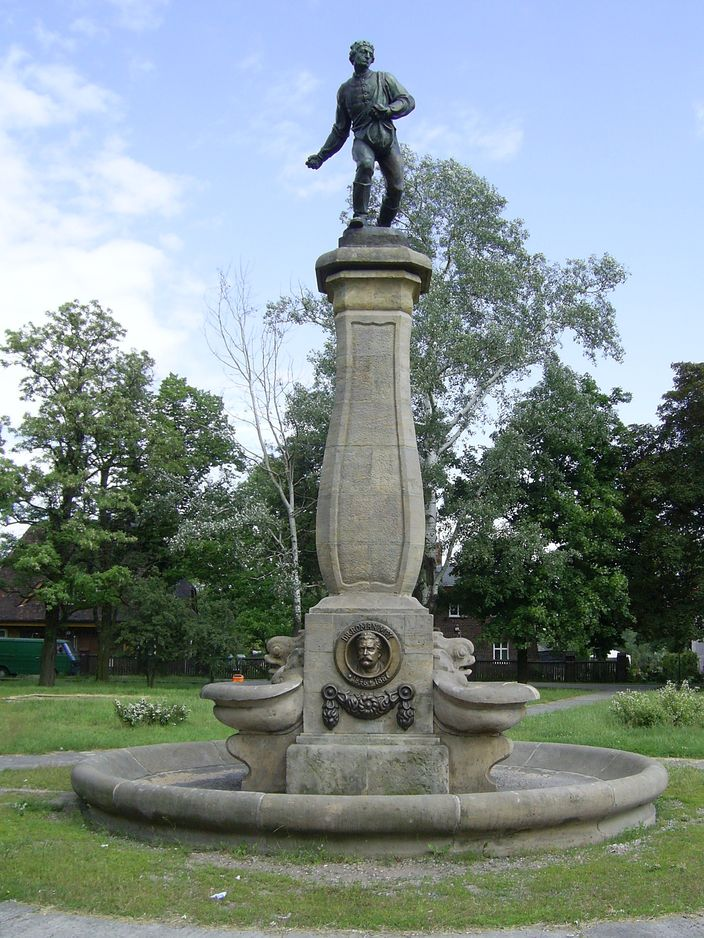
Denkmal des Sämanns in Luboń

Marcin Rożek (* 8. November 1885 in Kosieczyn bei Zbąszynek; † 19. Mai 1944 im Konzentrationslager Auschwitz bei Oświęcim) war ein polnischer Bildhauer und Maler sowie Hochschullehrer in Posen.

## Leben
Im Jahre 1893 zog er mit der Familie nach Wolsztyn um. Seit 1900 machte er seine Ausbildung als Steinmetz in Posen. Dank eines Stipendiums konnte er an einer Kunstschule in Berlin und später an der Kunstakademie in München (1905–1909) und in Paris (1909–1911) studieren.
Seit 1913 wohnte er in Poznań, wo er u. a. am Großpolnischen Aufstand teilnahm. Später widmete er sich der künstlerischen Tätigkeit und wurde erster Professor an der Bildhauerschule der Kunstgewerbeschule, der späteren Kunstakademie Poznań.
Während der Deutschen Besetzung Polens 1939–1945 wurde er 1941 verhaftet und im Fort VII in Posen inhaftiert. Weil er das Anfertigen einer Hitlerbüste verweigerte, deportierte man ihn im Juli 1943 ins KZ Auschwitz, wo er ein Jahr später ermordet wurde.
1968 wurde für ihn das Künstlermuseum Muzeum Marcina Rożka in Wolsztyn gegründet.

## Ausgewählte Skulpturen
- „Denkmal des Sämanns“ in Luboń (1923)
- Fryderyk Chopin-Denkmal in Poznań (1923)
- Bolesław I.-Denkmal in Gniezno (1929), 1939 zerstört

## Ausgewählte Bilder
- Siesta (1921)
- Der Gäste begrüßende Piast (1935)